# 渕瀬真寿美
渕瀬 真寿美（ふちせ ますみ、1986年9月2日 - ）は、日本の陸上競技・競歩選手。女子50km競歩の日本記録保持者。兵庫県姫路市出身。建装工業 所属。

## 経歴
姫路市立朝日中学校卒業、須磨学園高校入学後、故障したのをきっかけに競歩を始めた。2年のとき、インターハイ3000m競歩で優勝したが、3年ではインターハイ県予選で失格した。
龍谷大学に進学し、2年だった2007年1月28日、日本選手権20km競歩で、川崎真裕美が持っていた日本記録を更新し、世界陸上大阪大会に出場したが、27位に終わる。2008年には、日本選手権3位で、北京オリンピック出場を逃した。
2009年1月25日、日本選手権で、川崎が2007年3月に樹立した日本記録を更新する1時間28分03秒を記録し、2大会連続の世界陸上ベルリン大会代表になった。大学を卒業後、大塚製薬に入社した。
2009年7月に、ユニバーシアードで銀メダルを獲得し、8月の世界陸上ベルリン大会では、日本女子競歩初となる世界選手権入賞（7位）を果たした。
2011年8月の世界陸上大邱大会には世界選手権二大会連続入賞を目指したが、前半の積極果敢なオーバーペースが祟ってか後半大幅にペースダウン、18.7Km地点で脱水症状を起こし途中棄権に終わった。
2012年8月のロンドン五輪では、日本勢歴代最高の11位に入った。
2017年より建装工業株式会社に所属。2019年4月の日本選手権で女子50km競歩で、それまでの日本記録を大幅に更新し、日本記録をマーク。2019年ドーハ世界選手権への出場を手にした。
2019年9月の世界選手権では11位だった。
2023年3月、2012年ロンドン五輪において上位のドーピング違反が相次いだことを理由に8位に繰り上がり、日本女子競歩初の五輪入賞となり、6月に表彰が行われた。
2023年世界陸上競技選手権大会の女子35キロ競歩では、2時間52分57秒で14位。

## 主な成績
20km競歩
- 2007年 - 日本選手権 1位（1時間29分36秒：当時日本記録）
- 2007年 - 世界選手権 27位（1時間41分49秒）
- 2008年 - 日本選手権 3位 （1時間31分36秒）
- 2009年 - 日本選手権 1位（1時間28分03秒：日本記録）
- 2009年 - ユニバーシアード 2位（1時間31分42秒）
- 2009年 - 世界選手権 7位（1時間31分15秒：日本勢初入賞）
- 2010年 - 全日本競歩　1位（1時間29分35秒）
- 2010年 - アジア競技大会 2位（1時間30分34秒）
- 2011年 - 全日本競歩 2位（1時間31分52秒）
- 2011年 - 世界選手権 途中棄権
- 2012年 - 全日本競歩 1位（1時間30分36秒）
- 2012年 - ロンドン五輪 11位→8位（1時間28分41秒）

50km競歩
- 2019年 - 日本選手権 1位（4時間19分56秒）
- 2019年 - 世界選手権 11位（4時間41分02秒）